# Universidad de Lagos
La Universidad de Lagos (en inglés: University of Lagos o Unilag) es una universidad federal ubicada en Lagos al oeste de Nigeria.
Tiene, aproximadamente 57.600 estudiantes en 2013, de las mayores poblaciones de estudiantes de cualquier universidad en el país.

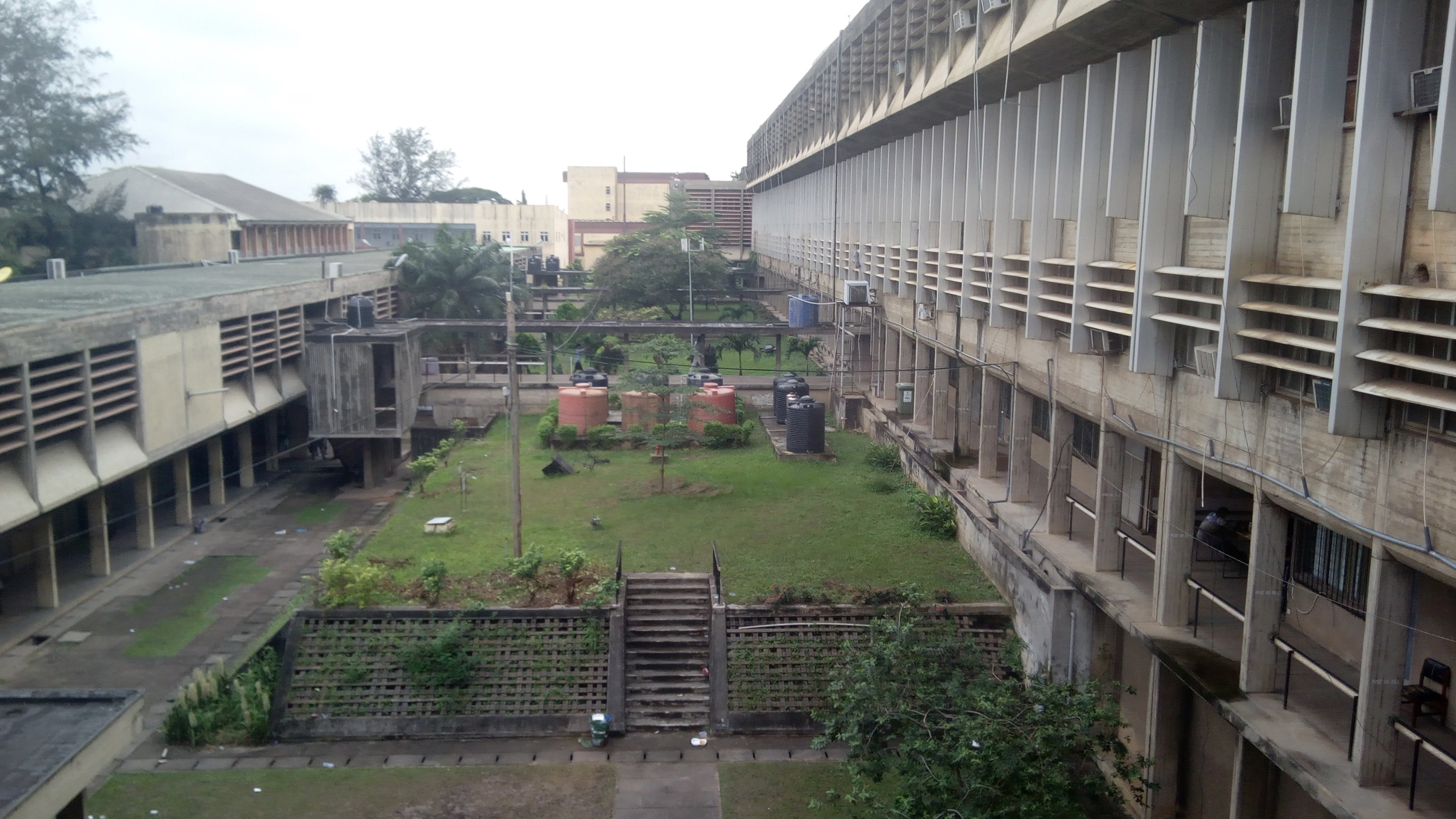
Facultad de Ciencias

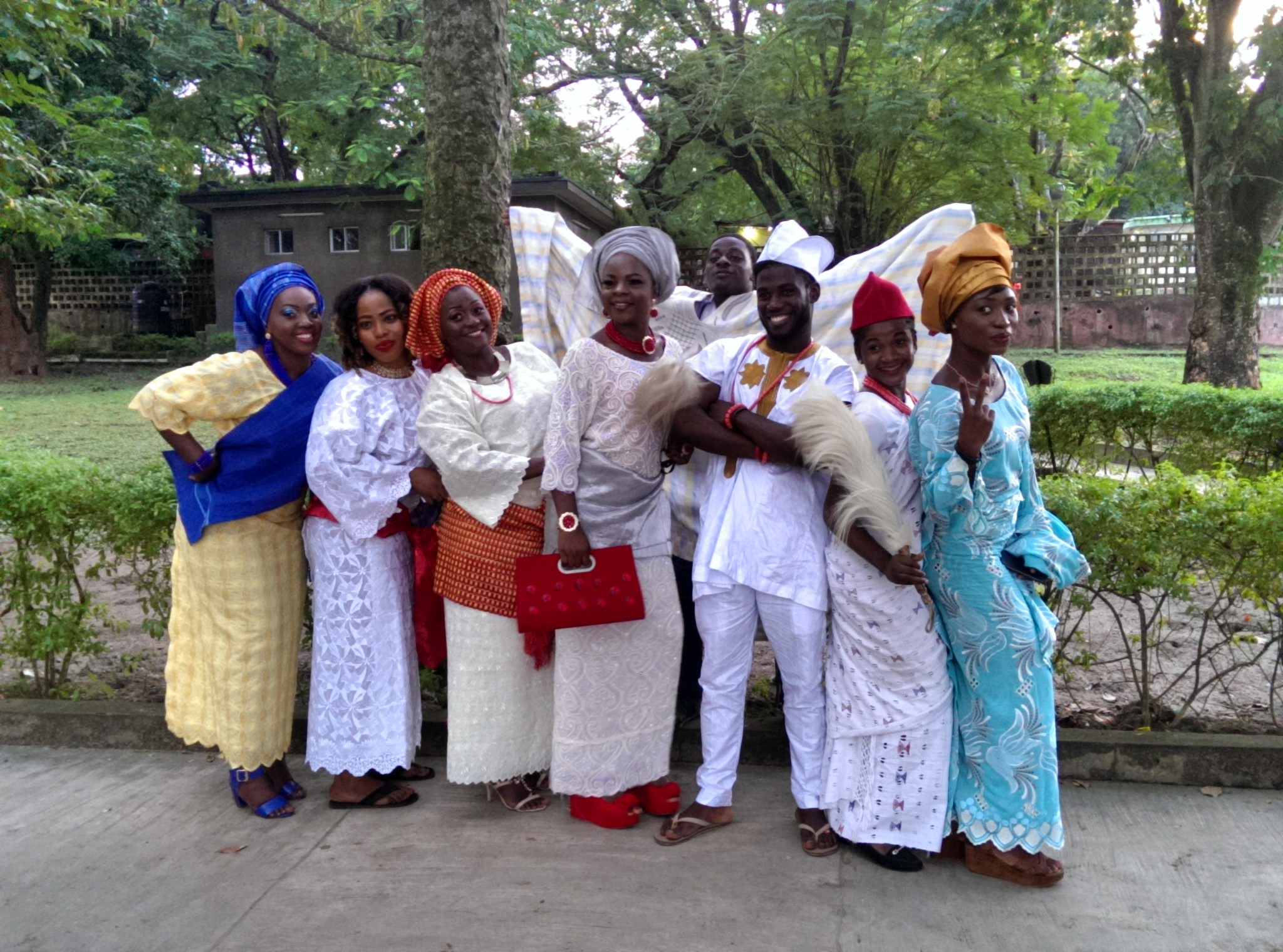
Jornada multicultural para los estudiantes en zoología.

## Áreas de educación
Se sumarizan las áreas de educación e investigaciones en la tabla siguiente:
| Facultad                                            | Departamentos, programas, centros, institutos |
| --------------------------------------------------- | --- |
| Artes                                               | - Idiomas europeos (francés y ruso) - idioma inglés - Literatura en lengua inglesa - Lingüística, africanismo y estudios asiáticos - Filosofía - Departamento de historia y estudios estratégicos - Artes creativas: artes visuales - Artes creativas: artes teatrales - Artes creativas: música |
| Ciencias sociales                                   | - Departamento economía - Departamento comunicación de masas y periodismo - Departamento ciencia política - Departamento trabajo social - Departamento psicología - Departamento sociología - Departamento geografía y planificación - Psicología managerial - Criminología - Relaciones internacionales y estudios estratégicos - Administración pública y Relaciones Internacionales - Planificación de transporte |
| Administration de negocios                          | - Departamento Ciencias de administración y gestión - relaciones industriales y manejo de personal - Ciencia actuarial - Seguros - Gestión de riesgos - Contabilidad - Administración - Finanzas - Mercadotecnia - Investigación de operaciones - Comportamiento organizacional - Producción/Administración de la producción - Desarrollo de finanzas |
| Derecho                                             | - Jurisprudencia y Derecho internacional - Derecho mercantil y laboral - Derecho público - Derecho privado y derechos reales - Estudios legales - Manejo de conflictos - Resolución de disputas |
| Ciencias                                            | - Departamento matemática y estadística - Departamento física - Departamento química - Departamento ciencias de la computación - Departamento geología - Departamento geofísica - Departamento oceanografía - Departamento zoología - Departamento pesca - Departamento biología celular y genética - Departamento botánica - Departamento microbiología - Química ambiental - Química analítica - Ciencias ambientales - Oceanografía física y gestión costera - Polución marina y manejo - Biología marina - Tecnología pesquera - Biología pesquera e ingeniería pesquera - Acuacultura - Biología celular y molecular - Toxicología ambiental y manejo de la polución - Recursos acuáticos y manejo de la polución - Entomología aplicada y manejo de plagas - Gestión ambiental - Gestión de recursos naturales - Conservación de recursos naturales |
| Ciencias ambientales                                | - Arquitectura - Diseño ambiental - Diseño urbano - Arquitectura del paisaje - Construcción - Gestión de la construcción - Tecnología de la construcción - Gestión de la propiedad - Planeamiento urbanístico - Gestión de edificios y servicios |
| Ingeniería/Tecnología                               | - Ingeniería civil e ingeniería ambiental - Ingeniería química/Tecnología - Ingeniería en computación - Ingeniería eléctrica, y electrónica - Metalurgia, y ciencia de materiales - Ingeniería mecánica - Ingeniería del petróleo y gas - Agrimensura y geoinformática - Ingeniería de sistemas |
| Escuela de ciencias clínicas                        | - Medicina - Cirugía - Pediatría - Fisioterapia - Anestesiología - Enfermería - Obstetricia y ginecología - Psiquiatría - Oftalmología - Patología clínica - Hematología y transfusiones de sangre - Radiología - Radiobiología y radioterapia |
| Escuela de ciencias básicas médicas                 | - Anatomía y patología molecular - Anatomía mórbida - Fisiología - Farmacología - Bioquímica - Microbiología y parasitología - Ingeniería biomédica - Técnico de laboratorio de diagnóstico clínico |
| Escuela de ciencias dentales                        | - Salud pública dental - Cirugía oral y maxilofacial - Odontología preventiva - Restauración dental - Patología oral |
| Farmacia                                            | - Farmacia clínica - Biofarmacia - Farmacognosia - Farmacología y ingeniería farmacéutica - Química medicinal - Microbiología farmacéutica |
| Educación                                           | - Guía de carrera u orientación profesional - Educación de adultos - Manejo de educación de adultos - Alfabetización de adultos y educación informal - Educación matemática - Educación de física - Educación de biología - Educación química - Educación integrada de ciencia - Educación de estudios sociales - Educación geográfica - Educación histórica - Cinética humana y educación de salud - Fisiología del ejercicio - Gestión deportiva - Home Economics Education - Educación de la Tecnología - Educación de negocios - Educación del inglés - Educación de Literatura inglesa - Educación del francés - Educación Yoruba - Educación de igbo - Estudios religiosos cristianos - Estudios de educación islámica - Educación religiosa - Educación musical - Teoría del currículo - Administración educacional y planificación - Psicología educacional - Measurement and Evaluation - Philosophy of education - Sociology of education - Community Development and Social Work - Manpower Training and Development                                          |
| Institutos, centros, y establecimientos acadéemicos | - Estudios escolares de Estudios de posgrado - Distance Learning Institute - Institute for Continuing Education - National Centre for Energy Efficiency and Conservation - Nigerian Institute of Advanced Legal Studies - Confucius Institute - Institute of Maritime Studies - Institute of Child Health and Primary care - Arthur Mbanefo Digital Research center - Center for Human Rights - Center for Housing Studies - Center for Cultural Studies - Center for Social Research and Public Policy - Center for African Regional Integration and Borderline Studies - Center for Entrepreneurship and Corporate Governance - Center for Information Technology and Systems (CITS) - Julius Pepper Clark Center for the Arts - Academia Nigeriana de Letras - Academia Nigeriana de Ciencia - Academia Nigeriana de Ingenieros - Human Resources Development center - African Institute of Business Simulation - Sociedad de Mujeres de la Universidad de Lagos - International School Lagos - Center for General Studies - Soroptimist International Braille center |